# Choreutinula inermis
Choreutinula inermis är en urinsektsart som först beskrevs av Tycho Fredrik Hugo Tullberg 1871.  Choreutinula inermis ingår i släktet Choreutinula och familjen Hypogastruridae. Arten är reproducerande i Sverige. Inga underarter finns listade i Catalogue of Life.